# Чикатуев, Микаэль Хаджиевич
Чикатуев Микаэль Хаджиевич (3 мая 1938, аул Малоабазинка Черкесской АО (ныне в Адыге-Хабльском районе Карачаево-Черкесии), РСФСР — 21 марта 2014) — народный поэт Карачаево-Черкесии, член Союза писателей СССР (1962).

## Биография
В 1944 году пошёл в первый класс Малоабазинской школы, но проучился там всего два года, так как в 1946 году семья переехала в Эльбурган, а в 1950-м — в Инжич-Чукун.
В 1952 году, окончив семилетку с похвальной грамотой, по направлению Хабезского райкома комсомола поступил в областную национальную школу-интернат.
После окончания школы поступил на историко-филологический факультет Ставропольского педагогического института. Благополучно завершив первый курс, сдал документы в Литературный институт им. М. Горького в Москве и, успешно выдержав конкурс, стал его студентом. Учился у известного поэта Владимира Луговского, а затем — у В. Д. Захарченко. Чикатуев был первым студентом и выпускником Литературного института из Карачаево-Черкесии.
В 1961 году окончил Литературный институт, год преподавал в Карачаевском пединституте, а после приёма в Союз писателей СССР, в 1962 году, перешёл на работу в редакцию национальной газеты.
С 1964 года работал редактором областного книжного издательства, заместителем ответственного секретаря областной писательской организации, литературным консультантом, потом снова в издательстве, в научно-исследовательском институте.

## Творчество
Первое стихотворение «Мы пионеры» написал в 10 классе, стихотворение было опубликовано на страницах абазинской национальной газеты «Социалистическая Черкесия» 16 декабря 1954 года. Через три месяца два его стихотворения снова увидели свет на страницах этой газеты. Так состоялось вступление Микаэля Чикатуева в литературу. В 1956 году в «Литературной газете» в переводе Льва Щеглова было опубликовано его стихотворение «Любовь», и это было первое абазинское произведение, появившееся в центральной печати.
Являлся автором около 30 поэтических сборников на абазинском, абхазском и русском языках.
В 1958 году выпустил свой первый сборник стихов «Беру апхиарцу», а выход второго сборника «Мелодии Инжича» совпал с годом окончания института. А ещё через год, 29 мая 1962 года, он был принят в члены Союза писателей СССР. Был автором первой абазинской книги верлибров («Перезвон листьев», 1986) и сонетов («Свет сердца», 1998). Событием огромной культурной важности является и издание в 2007 году солидной двухтомной «Антологии абазинской поэзии», составленной им. В 2011 году в Краснодаре было издано пятитомное собрание поэтических сочинений поэта на языке оригинала.
Поэзия М. Х. Чикатуева на протяжении многих лет изучается в школах и вузах Карачаево-Черкесии в рамках дисциплин «абазинская литература», «литература народов Карачаево-Черкесии» и «литература народов Северного Кавказа».
Поэтом введён в речевой оборот абазинского языка целый ряд новых слов и терминов. Он создал и ввёл не только в поэтический, но и в общенациональный оборот слово Абазашта — название родины, места проживания абазин, сегодня это слово широко употребляется, с 1991 года единственная абазинская газета называется «Абазашта».
В 2011 году в Краснодаре было издано пятитомное собрание поэтических сочинений поэта на языке оригинала.

## Награды и премии
- Заслуженный деятель культуры Республики Абхазия (1992)
- Народный поэт Карачаево-Черкесской республики (1998)
- Лауреат литературной премии имени Д. Гулиа (1998, за книгу сонетов на абазинском и абхазском языках)

##### На абазинском языке
- Беру апхиарцу: стихи. — Черкесск, 1958. — 45 с.
- Мелодии Инжича: стихи. — Черкесск, 1961. — 64 с.
- Обычай орлов: стихи. — Черкесск, 1963. — 122 с.
- Разговор планет: поэмы. — Черкесск, 1964. — 74 с.
- Очаг отца: стихи. — Черкесск, 1966. — 96 с.
- Дневник сердца: стихи. — Черкесск, 1967. — 160 с.
- Абазинские всадники: маленькие поэмы. — Черкесск, 1969. — 120 с.
- Родные аулы: стихи и поэмы. — Черкесск, 1973. — 141 с.
- Зелёный остров: стихи. — Черкесск, 1978. — 192 с.
- За человека: стихи. — Черкесск, 1982. — 192 с.
- Перезвон листьев: стихи и поэмы. — Черкесск, 1986. — 190 с.
- Мой Кавказ: стихи и поэмы. — Черкесск, 1989. — 184 с.
- Абазинский Ходжа: стихи и поэмы. — Черкесск, 1992. — 112 с.
- Свет сердца: сонеты. — Черкесск, 1998. — 303 с.

##### На абхазском языке
- Орлиный нрав: стихи. — Сухуми: Алашара, 1973. — 54 с.
- Абазашта — край родной: стихи, легенды, поэмы. — Сухуми: Алашара, 1984. — 112 с.
- Мой Кавказ: стихи и поэмы. — Сухуми: Алашара, 1990. — 190 с.

##### На русском языке
- Сердце Абазашты: стихи и поэмы. — М., 1964. — 77 с.
- Два абрека: поэма. — М.: Детгиз. — 1965. — 23 с.
- Горное эхо: стихи, поэмы. — Черкесск, 1966. −127 с.
- Ветка акации: стихи. — Ставрополь, 1970. — 127 с.
- Хочу верить: стихи. — М.: Современник, 1974. — 86 с.
- Зелёный остров: стихи. — Ставрополь, 1983. — 175 с.
- Песня, найденная в горах: поэмы. — Ставрополь, 1987. — 174 с.

##### На абазинском и абхазском языках
- Сонеты. — Сухуми: Алашара, 1998. — 139 с.